# Nacimos pra Cantar
Nacimos Pra Cantar é um álbum de estúdio da dupla sertaneja brasileira Chitãozinho & Xororó, lançado em 1991 pela PolyGram.

## Faixas
| N.º | Título                                         | Compositor(es)                                                                   | Duração |  |
| 1.  | "Somos Así (Somos Assim)"                      | Paulo Debétio / Paulinho Rezende / Vs. Carla                                     | 4:48    |  |
| 2.  | "Nacimos Pra Cantar (Shambala)"                | Danny Moore / Vs. Graciela Carballo                                              | 3:04    |  |
| 3.  | "Peleas (Brigas)"                              | Jair Amorim / Evaldo Gouveia / Vs. Carla                                         | 3:16    |  |
| 4.  | "Tierra Amante (Terra Amante)"                 | Carlos César / Wally Macedo / Vs. Graciela Carballo                              | 4:19    |  |
| 5.  | "Recomenzar (Recomeçar)"                       | Maurício Duboc / Carlos Colla / Vs. Graciela Carballo                            | 4:25    |  |
| 6.  | "Sufro Yo (Página Virada)"                     | Paulo Sergio Valle / José Augusto / Vs. Carla / Graciela Carballo                | 4:26    |  |
| 7.  | "Amor en Comun (Amor Incomum)"                 | César Augusto / Chitãozinho / Xororó / Vs. Graciela Carballo                     | 3:53    |  |
| 8.  | "Los Niños de la Calle (Os Meninos do Brasil)" | César Augusto / Antônio Carlos de Carvalho / José Homero / Vs. Graciela Carballo | 4:46    |  |
| 9.  | "El Rio (O Rio)"                               | César Augusto / Mário Marcos / Vs. Graciela Carballo                             | 3:49    |  |
| 10. | "Cosas de la Vida (São Coisas da Vida)"        | Joel Marques / Xororó / Vs. Graciela Carballo                                    | 3:54    |  |